# Paranthura polynesica
Paranthura polynesica är en kräftdjursart som beskrevs av Brian Frederick Kensley 1979. Paranthura polynesica ingår i släktet Paranthura och familjen Paranthuridae. Inga underarter finns listade i Catalogue of Life.